# سوسک شاخک‌دراز پاناما
سوسک شاخک دراز پاناما (نام علمی: Adesmus acangauna) نام یک گونه از تیره سوسک‌های شاخک‌دراز است.